# 安明進
安明進（アン・ミョンジン、안명진、1968年8月26日 - 消息不明）は、北朝鮮の元特殊工作員。
1993年に脱北し、大韓民国に亡命。北朝鮮では、朝鮮労働党中央委員会直属政治学校でスパイとしての教育を受けた。そこで1977年に新潟市で失踪した横田めぐみを目撃したという発言が突破口になり、1978年に起きた一連のアベック失踪事件や、ヨーロッパに留学したまま行方不明になっていた日本人が北朝鮮に拉致されていたことが解明された。彼が北朝鮮で目撃した拉致被害者は、横田のほか、市川修一、蓮池薫、寺越武志、加藤久美子、古川了子、藤田進、田中実ら多数にわたる。
2016年後半、彼は中華人民共和国で失踪したが、北朝鮮、中華人民共和国のいずれか、または両国の情報工作員によって殺害された可能性がある。

## 経歴
1968年8月26日、朝鮮民主主義人民共和国黄海北道平山郡生まれ。8年制の外国語学院で学んだ後、1987年、朝鮮労働党中央委員会直属政治学校に入学し、そこで北朝鮮特殊工作員として6年間にわたる厳しい教育と訓練を受けた。
1993年5月、朝鮮労働党三号庁舎作戦部所属の715連絡所に配属され、韓国への潜入を命ぜられる。同年9月、韓国に潜入する特殊部隊の一隊員として非武装地帯を隠密行動中、非武装地帯の南側で韓国軍に投降し、亡命を果たした。
安明進に亡命を決意させたのは、スパイ教育を受ける中で金賢姫の手記『いま、女として』（1991年）を読んだことであったという。当該書籍を朝鮮総連が翻訳したものが平壌に送られて工作員養成学校にも置かれ、「第二の金賢姫」が現れないよう手記を読ませたうえで注釈する方法がとられたが、安はこの書を読んですぐさま韓国は金賢姫を死刑に処してはいない事実に思い至った。115人を犠牲にしたテロリストさえ命を奪われていないのだから、まだ何一つテロ行為をしていない自分が、いまこの段階で脱北して韓国に行っても絶対に死刑にはならない、安はそう確信したのだという。また、彼は「対南工作」のための「韓国人化（現地化）教育」を受けているうちに、むしろソウルの街に憧憬をいだくようにもなっていたのである。
1997年2月3日、日本人ジャーナリストの高世仁（日本電波ニュース社）に対してソウル特別市で「88年9月から91年初めにかけて金正日政治軍事大学（朝鮮労働党中央委員会直属政治学校）で、行方不明になっている横田めぐみさんを見た」と証言した。この発言が突破口になり、1978年に起きた一連のアベック失踪事件の失踪者や、ヨーロッパに留学したまま帰国せず、消息不明になっていた日本人が実際には北朝鮮によって拉致されていたことが解明された。
高世から安証言がもたらされた翌月、横田滋・早紀江の夫妻は韓国を訪れ、安明進と面会した。2人は、亡命工作員というのだから、きっと怖い人なのだろうと想像していたが、実際には礼儀正しい好青年で、夫妻はこの人の言っていることは決して嘘ではないと感じたという。そして、安の話を聞くうちに、彼もまた国家に召喚されて工作員に仕立て上げられ、いままた故国にのこした家族を案ずる「体制の犠牲者」なのだと感じた。早紀江は、別れ際に彼に次のような言葉をかけた。
実はこの日、安明進は拉致被害者の両親に会わせられることを直前に知って、その場から逃げ出そうとしていたという。自分は実行犯ではないにせよ、同じ組織にいた人間として被害者家族に会わせる顔がないという心持ちだったろうと思われる。面会後、安明進は早紀江の言葉に号泣し、今後、自分の顔を出して拉致事件について語ろうと決心する契機となった。2人が帰国してまもない1997年3月25日、日本では、「北朝鮮による拉致被害者家族連絡会」が発足した。
1997年7月末から8月にかけて、安明進は日本に呼ばれ、連続講演会が開かれた。そのなかで彼は、実例をもとに、本人が拉致被害者が反抗するというようなことがあれば殺されることもあるかもしれないが、それ以外で、犯罪を犯してまで拉致して連れてきた日本人、工作員教育に必要な人材を殺すはずがないと断言、また、拉致を指令したのは北朝鮮の最高指導者、金正日国防委員長であると証言した。後者は、たいへん勇気の要る「命がけの証言」であった。安明進自身、自著で以下のように述べている。
なお、拉致を指示したのが金正日であることは、元工作員のシン・ピョンギル証言はじめ、いくつかの証言によって明らかにされている。辛光洙は金正日より「日本人を拉致して北に連行し、日本人として完全に変身した後、対韓国工作活動を続けよ」との指示を直接受けたと自供している。
安明進は、拉致被害者市川修一も工作員養成機関において、その教官として目撃しており、短い会話もしている。市川が赤いネクタイが好きでよくしていたことを安は覚えていて、そのことも証言しているが、市川の家族が警察にすら話していなかったことであり、安の証言が信頼に足るものであることを証明するものと考えられる。
安明進の証言には以下のような疑問を寄せる人もいる。
- “なぜ亡命してから4年後に突如横田めぐみの目撃証言を行ったのか?”
- “第三者からの又聞きを、さも自分が見聞したように言っているのではないか?”
- “もっと上の位にいた亡命者、もしくは韓国当局の発言を代弁しているのではないか?”

1994年10月17日号のAERAでインタビューを受けた際、その中で横田めぐみら拉致被害者について全く言及していなかったがこれはなぜか、2003年にはある週刊誌で拉致被害者家族の横田夫妻が対談した際に「横田めぐみさんは金正日ファミリーで日本語の家庭教師として生きている」と発言した根拠は何か、亡命後に建設された北朝鮮の軍事施設について構造を知っているかのようにコメントしたが根拠は何か、というような疑問である。また、拉致被害者の一人である蓮池薫は「金正日政治軍事大学で他の10人の日本人とともに姿を見た」との証言に対し「北朝鮮で彼に逢ったことはない」と発言している（2005年7月29日）。
ただし、金正日は2002年9月、北朝鮮を訪問した小泉純一郎首相に対し、北朝鮮の工作員が横田めぐみを拉致した事実は認めている。

## 人物
- 日本語を大変流暢に話すことができる。
- 日本でも話題となった1999年の韓国のスパイアクション映画『シュリ』の演技指導を行ったのが安明進であった[15]。工作員養成学校では、入学した時点でそれまでの写真が全て処分されることになっているが、映画『シュリ』では、安自身が経験したそのことも描かれている[15]。

## 不祥事
2007年7月9日、中華人民共和国で協力者から入手した北朝鮮製覚醒剤を韓国国内で密売したとして、麻薬類管理に関する法律違反で同居女性と共に逮捕（聯合ニュース電）。本人は罪を認めている。8月17日、一審で懲役4年6ヶ月（求刑懲役3年）の実刑判決。求刑を上回る判決の理由について裁判長は「量が多く、しかも頻繁に使用した。さらに他の被告にも強要している」と説明した。10月19日の控訴審判決では懲役3年・執行猶予5年に減刑され、即日釈放された。事件以降、日本のメディアへの出演はない。

## 著書
- 『北朝鮮拉致工作員』徳間書店〈徳間文庫〉、2000年3月。ISBN 4-19-891285-8。
- 『新証言・拉致 横田めぐみを救出せよ!』廣済堂出版、2005年4月。ISBN 4-331-51088-3。